# ブリット郡 (ケンタッキー州)
ブリット郡（英: Bullitt County）は、アメリカ合衆国ケンタッキー州の中央部北に位置する郡である。ノブズと呼ばれるブルーグラス地域では最西端にある。ルイビル市の直ぐ南にあり、インディアナ州にも跨るルイビル・ジェファーソン郡大都市圏に属している。郡内には、ヒルビュー、レバノンジャンクション、マウントワシントン、シェパーズビルなどルイビル市のベッドタウンがある。2010年国勢調査での人口は74,319人であり、2000年の61,236人から21.4%増加した。郡庁所在地はシェパーズビル市（人口11,222人）であり、同郡で人口最大の都市でもある。
ブリット郡の西側5分の1（4万エーカー、160 km2）は、アメリカ陸軍フォートノックス基地の一部として、訓練用に保存されている。

## 歴史
ブリット郡となった地域の最初の住人はパレオ・インディアンであり、11,500年から10,000年前に北アメリカに入ってきていた。その先祖は中央アジアに辿ることができる、遊牧の狩猟採集型民族であり、鉱泉や岩塩があり、マンモス、バイソン、地上性ナマケモノなど大型動物が集まる所にその遺跡が見つかっている。ショーニー族などのインディアンが、この地域を狩猟場としてその本拠地としており、パレオ・インディアンの子孫と考えられる。
ヨーロッパ諸国によるアメリカ大陸の植民地化が進むと、アパラチア山脈の西、ミシシッピ川の東の地は領有権を争われるようになった。フランスは1763年にフレンチ・インディアン戦争が終わると、この地域の領有権をイギリスに渡した。この戦争の退役兵が代償に土地を約束され、1773年、トマス・ブリット大尉がバージニア州知事からフォールズ・オブ・ジ・オハイオ周辺地域の測量のために派遣された。その探検の間に、異常なくらい大きな岩塩床に突き当たり、自分の名前を採ってブリットの岩塩床と名付けた 。
ブリットの岩塩床は地域にとって重要なものとなり、荷車隊列や平底船で遠くイリノイまでも運ばれた。この採掘場がケンタッキーでは最初の産業となり、1830年まで採掘が続いた。この後は蒸気船が導入され、より費用の少ない場所に塩を求めるようになった。
地域最初の開拓地であり、ハロズバーグとフォールズ・オブ・ジ・オハイオの間を結ぶ荒野道路で最初の駅は、フロイド支流の河口に1779年に建設されたブラシアズステーションあるいはソルトリバー・ガリソンと呼ばれる砦だった。1793年にソルト川滝の近くに土地を購入した事業家アダム・シェパードに因んで名付けられたシェパーズビルが最初の町となり、郡庁所在地にもなった。
1797年1月、ブリット郡が1796年12月13日にケンタッキー州議会に承認された法により、ジェファーソン郡とネルソン郡の一部を合わせて設立された。郡名はトマス・ブリットの甥であり、ケンタッキー州副知事を務めたアレクサンダー・スコット・ブリットに因んで名付けられた。1811年、郡の北部領域がジェファーソン郡の一部を含む形で拡張された。1824年、郡東部領域がスペンサー郡設立のために割譲された。

## 地理
アメリカ合衆国国勢調査局に拠れば、郡域全面積は300.20平方マイル (777.5 km2)であり、このうち陸地299.08平方マイル (774.6 km2)、水域は1.12平方マイル (2.9 km2)で水域率は0.37%である。

### 隣接する郡
- ジェファーソン郡 - ルイビル市 - 北
- スペンサー郡 - 東
- ネルソン郡 - 南東
- ハーディン郡 - エリザベスタウン、フォートノックス - 南西

## 人口動態

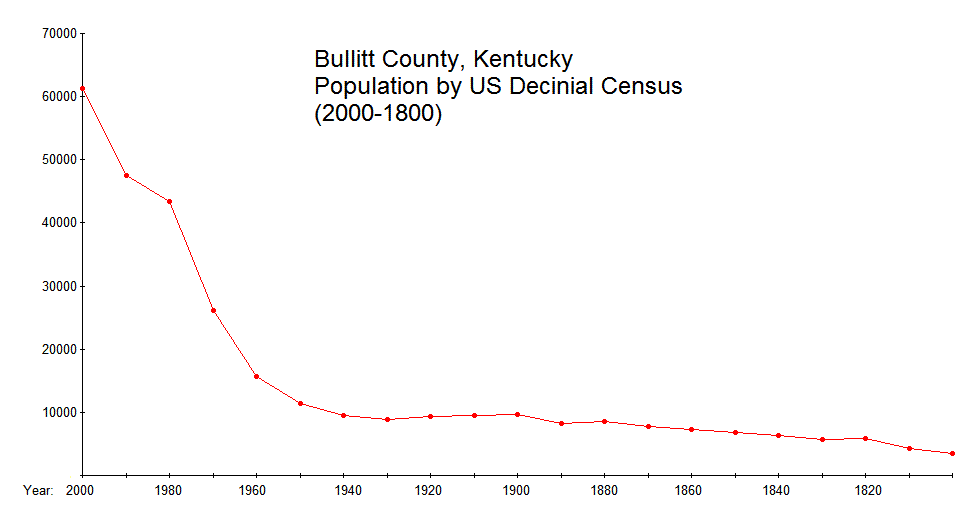
ブリット郡の人口推移図、左橋が近年

以下は2000年国勢調査による人口統計データである。
| 基礎データ - 人口: 61,236人 - 世帯数: 22,171 世帯 - 家族数: 17,736 家族 - 人口密度: 79人/km2（205人/mi2） - 住居数: 23,160軒 - 住居密度: 30軒/km2（77軒/mi2） 人種別人口構成 - 白人: 98.07% - アフリカン・アメリカン: 0.38% - ネイティブ・アメリカン: 0.34% - アジア人: 0.27% - 太平洋諸島系: 0.01% - その他の人種: 0.16% - 混血: 0.77% - ヒスパニック・ラテン系: 0.63% 年齢別人口構成 - 18歳未満: 27.2% - 18-24歳: 8.6% - 25-44歳: 32.7% - 45-64歳: 23.7% - 65歳以上: 7.8% - 年齢の中央値: 34歳 - 性比（女性100人あたり男性の人口） - 総人口: 98.9 - 18歳以上: 97.2 | 世帯と家族（対世帯数） - 18歳未満の子供がいる: 39.0% - 結婚・同居している夫婦: 65.4% - 未婚・離婚・死別女性が世帯主: 10.4% - 非家族世帯: 20.0% - 単身世帯: 16.4% - 65歳以上の老人1人暮らし: 5.4% - 平均構成人数 - 世帯: 2.75人 - 家族: 3.07人 収入と家計 - 収入の中央値 - 世帯: 50,058米ドル（2005年） - 家族: 49,481米ドル - 性別 - 男性: 35,851米ドル - 女性: 24,098米ドル - 人口1人あたり収入: 18,339米ドル - 貧困線以下 - 対人口: 7.9% - 対家族数: 6.2% - 18歳未満: 11.4% - 65歳以上: 7.6% |

## 経済

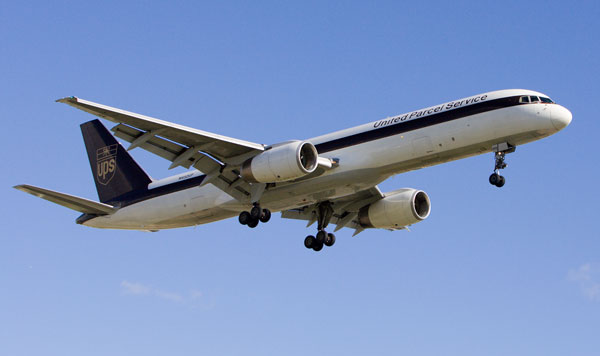
UPS 757 貨物輸送機

ブリット郡は南北方向の幹線道路である州間高速道路65号線で二分されており、物流拠点として成長してきた。郡内のビジネスパークの幾つかはルイビル国際空港やユナイテッド・パーセル・サービスの世界的なハブであるワールドポートから16マイル (26 km) の距離にある。2000年以降、床面積600万平方フィート (560,000 m2) の物流センター、倉庫など複合的な施設が建設され、さらに新たな建物が建設中である。
2011年10月、既に2,300人以上を雇用して郡内最大の雇用主だったザッポス（衣料雑貨）が、今後3年間でさらに5,000人を雇用する計画があると発表した。郡内で100万平方フィート (93,000 m2) 以上の加工空間を確保しており、翌年には120万平方フィート (110,000 m2) の施設を建設して、急成長を維持する計画である。
ブリット郡の住人はエリザベスタウン、フォートノックス、ルイビルなど大きな雇用元を抱える町に容易にアクセスできる。

## 法と政府

### 公衆安全
郡内には幾つかの警察機関がある。主要な機関はブリット郡保安官事務所である。現在の保安官はデイブ・グリーンウェルである。保安官は選挙で選ばれ、34人の副保安官と4人のスタッフがいる。ケンタッキー州法で要求される裁判所の安全保障のために別に9人の副保安官と裁判所認証安全保障担当官がいる。保安官はパトロール、犯罪予防、犯罪捜査など警察に関わる機能を持っている。パトロール部門の主要地域は郡内の未編入領域であり、自治体の警察にも支援を行っている。1989年以降、郡警察署が廃止された後は、郡財務部との契約で郡警察機能も提供している。保安官事務所には麻薬取締り専門官、放火対策専門家、事故再建チーム、救急対応チーム、技術操作、全地形対応車部隊、ボートパトロール、人質解放のための説得部隊、事故処理チームなどを任務とする部隊がいる。サービスの大半は公務中に、あるいは特別副官によって提供される。特別副官は無料で奉仕し、自分の装備、制服、武器までも自分で調達している。
消防はケンタッキー州第75および第95地区が担当している。ゾーントン消防地区、マウントワシントン消防地区、シェパーズビル消防地区が24時間消防の専門スタッフを備えている。ニコルズ、サウスイースト・ブリットおよびレバノンジャンクションには自警団組織がある。
ブリット郡救急医療サービスが郡内のすべての救急医療と搬送サービスを行っている。ブリット郡財務部に属し、郡の税金を使って運営されている。

## 都市と町
郡庁所在地のシェパーズビル市の南まで大規模な住宅開発は行われていないが、同市やマウントワシントン市の周辺まで、さらに北はヒルビューに向かう州間高速道路65号線沿いの地点まで、成長が顕著である。シェパーズビル市とマウントワシントン市は互いの市域が触れ合うまでに拡大してきた。この2つの市を繋ぐケンタッキー州道44号線の長さ10マイル (16 km) の道沿いはほとんど全部が開発されてきた。
| - シェパーズビル - 郡庁所在地 - マウントワシントン - ブルックス - ブラウニントン - クラーモント - フォックスチェイス | - ヘブロンエステイツ - ヒルビュー - ハンターズホロー - レバノンジャンクション - パイオニアビレッジ - ソリチュード |

## 教育

### 初等中等教育学区
ブリット郡の教育はブリット郡公共教育学区が管轄している。中学校は6校あり、高校は下記4校である。
- ブリット・セントラル高校、シェパーズビル市
- ブリット・イースト高校、マウントワシントン市
- ノース・ブリット高校、ヘブロンエステイツ市
- リバービュー高校